# Ilia Beshkov
Ilia Beshkov Dunov (en búlgaro: Илия Бешков Дунов; 24 de julio de 1901 – 23 de enero de 1958) fue un artista multifacético (pintor, artista gráfico, viñetista e ilustrador) búlgaro, así como escritor y pedagogo.

## Biografía
Beshkov nació en Dolni Dabnik, en la actualidad un pequeño pueblo próximo a Pleven, en el centro-norte de Bulgaria. Entre 1918 y 1920, estudió en la Facultad de Derecho de la Universidad de Sofía. Volvió brevemente a su localidad natal, donde ejerció como profesor. En 1921, se matriculó en artes plásticas en la Academia Nacional de Arte, en la clase del profesor Nikola Marinov, graduándose en 1926.
En su etapa de estudiante, Beshkov publicó caricaturas en las revistas Maskarad, Div Dyado, Balgaran, Starshel y Vik e ilustró las publicaciones de las editoriales T. F. Chipev y Hemus. A partir de 1925, colaboró con la revista Pladne, entre otras. Fue detenido dos veces por motivos relacionados con su ideología izquierdista: una después de participar en el Levantamiento de Junio a continuación del golpe de Estado en Bulgaria de 1923 y otra durante los Acontecimientos de abril a raíz del atentado en la Catedral de Sveta-Nedelya.
En 1930, Beshkov formó parte del movimiento Narodno Izkustvo. En 1945 fue nombrado conferenciante de dibujo, ilustración y diseño de impresión en la Academia Nacional de Bellas Artes; en 1953 fue nombrado profesor titular y dirigió el Departamento de Artes Gráficas hasta su muerte en 1958 en Sofía.

## Reconocimientos
La galería de arte de Pleven lleva el nombre de Ilia Beshkov y contiene la mayor parte de sus obras.